# Przedsiębiorstwo Komunikacji Samochodowej w Biłgoraju
Przedsiębiorstwo Komunikacji Samochodowej w Biłgoraju Sp. z o.o. (PKS Biłgoraj) – przedsiębiorstwo transportowe z siedzibą w Biłgoraju.

## Historia
Powstał w 1954 i początkowo zajmował się przewozem towarów masowych, a od 1961 również przewozem pasażerów. W 1972 usamodzielnił się poprzez utworzenie Oddziału PKS Biłgoraj (przedtem był placówką PKS Zamość). W 1976 powstał funkcjonujący do dzisiaj dworzec autobusowy. W 1990 stał się PPKS Biłgoraj, a w 2009 – PKS Biłgoraj Sp. z o.o.

## Tabor
- Setra S 315 GT 441
- Setra S 215
- Kassbohrer 215 UL
- Setra S 215GT – HD
- Setra S215GT – HD
- MAN Lion’s Star A03 (Euro 2)
- Solbus ST11/l (Euro4)
- Autosan A10
- Solbus C10,5 (Euro 3)
- Man UEL 292
- Setra S215 UL
- DAB 1200L
- Autosan H9-21